# Enshrouded
Enshrouded ist ein Survival-Action-Rollenspiel, das von Keen Games entwickelt wird und am 24. Januar 2024 im Early Access auf Steam veröffentlicht wurde. Für das Jahr 2025 ist die Veröffentlichung der Vollversion geplant, in diesem Zuge soll das Videospiel auch für PlayStation und Xbox erscheinen.

## Handlung
Als Flammengeborener erwacht der Spieler in der fiktiven, magischen Welt Embervale, deren Landschaft durch Ruinen und mächtige Bauwerke einer längst vergangenen Zivilisation geprägt ist. Während der Erkundung stößt er auf zerklüftete, von tödlichem Miasma gefüllte Gebiete und stellt fest, dass er zunächst der einzige Überlebende zu sein scheint, umgeben von Tieren und feindlich gesinnten Wesen. Nach und nach entdeckt der Flammengeborene Hinweise darauf, was sich vor langer Zeit in Embervale abgespielt hat und findet wichtige Verbündete für die Aufgabe, die Welt von der Verderbnis zu befreien.

## Spielmechanik
Der Spieler steuert einen zuvor erstellbaren Charakter aus der Verfolgerperspektive durch die offen erkundbare Welt, im Multiplayer-Modus können bis zu 16 Spieler gemeinsam spielen. Die Spielwelt ist aus Voxeln generiert, wodurch der Spieler in der Lage ist, mit Werkzeugen oder explosivem Material fast die gesamte Karte zu bearbeiten und Ressourcen abzubauen (Ausnahmen bilden nur einige gestalterische Objekte/Gebäude und für die Handlung wichtige Areale). In „gesunden“ Gebieten können Basen gebaut werden, wobei der Spieler aus diversen Materialien einfache bis sehr komplexe Gebäude und Strukturen errichten kann. Grundlage dafür sind kubische Baublöcke, ähnlich wie in Minecraft, jedoch mit fein anpassbaren, vorgebauten Formteilen und ineinander übergehenden Texturen.
Bei der Erkundung der Welt können Schriftstücke wie Tagebücher, Briefe und Tafeln gefunden werden, die puzzleteilartig die Geschichte des Spiels erzählen. Meist werden hierdurch Quests aktiv, durch die der Spieler den jeweiligen Erzählungsstrang weiter verfolgen kann. Dabei gibt es keine klar vorgegebene Reihenfolge – begrenzt wird der Spieler nur durch schwer oder unmöglich zu durchquerende Gebiete. Um weiterzukommen, muss der Flammenaltar der Basis verbessert werden, außerdem müssen andere Überlebende (NSCs) gefunden werden, die jeweils einer bestimmten Profession angehören. So findet man zunächst den Schmied, später den Schreiner, die Jägerin oder den Alchemisten, die wiederum die Herstellung von Objekten ermöglichen, die das Vorankommen erleichtern.
Vom Miasma befallene Gebiete können nur für eine bestimmte Zeit besucht werden, verlässt der Spieler den tödlichen Nebel nicht vor Ablauf eines Timers, stirbt er. Die Gebiete können jedoch nur geheilt werden, indem in diesen Gebieten sogenannte Miasma-Wurzeln zerstört werden, die üblicherweise von besonders starken Gegnern bewacht werden. Diese und andere Gegner kann der Spieler in Echtzeit mit gefundener oder hergestellter Ausrüstung bekämpfen, wobei sowohl physische, als auch magische Angriffe möglich sind.
Anders als in anderen Survival-Spielen gibt es in Enshrouded kein klassisches Hungersystem. Die verschiedenen Nahrungsmittel sind optional, haben aber wichtige Effekte auf den Spieler: einige steigern die Gesundheit merklich, andere verbessern Fähigkeiten wie Stärke, Geschick oder Mana-Regeneration. In einem späteren Update wurden allerdings Möglichkeiten zur individuellen Anpassung des Schwierigkeitsgrades hinzugefügt. Diese beinhalten auch die Option, Nahrung überlebenswichtig zu machen (Verhungern/Verdursten). Weiterhin wichtig für gesteigerte Statuseffekte ist regelmäßiges Ausruhen, ähnlich zu Valheim: je gemütlicher, komfortabler und geschützter der Ruheplatz eingerichtet ist, desto länger hält die Steigerung an. Steht ein Bett bereit, kann außerdem die Nacht deutlich beschleunigt und, bei Abwesenheit von Gefahr, somit übersprungen werden.

## Entwicklung
Enshrouded wird vom deutschen Studio Keen Games entwickelt, von dem auch Portal Knights stammt. Die Entwickler ließen sich dabei von Spielen wie Valheim und The Legend of Zelda: Breath of the Wild inspirieren. Das Kampfsystem enthält charakteristische Soulslike-Merkmale, anders als in derartigen Spielen wurde der Schwierigkeitsgrad in Enshrouded jedoch bewusst deutlich geringer gehalten. Das Spiel soll somit Einsteiger im Bereich Survival-Games abholen.
Keen Games kündigte Enshrouded im Mai 2023 an. Eine achtstündige Demoversion des Spiels wurde zur meistgespielten Demo während des Steam Next Fest im November 2023. Im Januar 2024 folgte die Veröffentlichung für Windows-PCs, Versionen für PlayStation und Xbox sollen im Rahmen der Veröffentlichung der Vollversion im Laufe des Jahres 2025 erscheinen.

## Rezeption
Vier Tage nach Start der Early-Access-Phase waren Keen Games zufolge bereits über eine Million Kopien des Spiels verkauft worden. Zum gleichen Zeitpunkt konnte Enshrouded auf Steam bereits über 13.500 Bewertungen (84 % positiv) verzeichnen und hatte damit bereits fast so viele Reviews, wie das zuvor von Keen Games produzierte Portal Knights insgesamt.
Tester der Early-Access-Version loben besonders die nahezu vollständig formbare Welt und das Bausystem, mit dem sich laut André Baumgartner von GameStar „fast jeder Wohntraum erfüllen“ lasse. Kritisiert werden (zu) einfache Kämpfe und das Fehlen einer klaren Erzählung, die durch das Spiel führt. Auch das Fehlen vieler Quality-of-life-Funktionen (Ollie Toms von Rock Paper Shotgun schreibt: „Wie kann man das im Jahr 2024 nicht hinbekommen?!“) wurde kurz nach der Veröffentlichung angekreidet, hier hat Keen Games aber in den folgenden Monaten bereits umfassend nachgebessert.

## Auszeichnungen
- Deutscher Computerspielpreis 2025: Bestes Deutsches Spiel[11]